# Tyson Langelaar
Tyson Langelaar (Winnipeg, 17 februari 1999) is een Canadees langebaanschaatser.
In februari 2017 won Langelaar de bronzen medaille op het WK voor junioren 2017 in Helsinki. Op de wereldkampioenschappen schaatsen voor junioren 2018 in Salt Lake City eindigde hij als tweede algemeen achter Allan Dahl Johansson. In 2019 werd hij professional. Langelaar eindigde als vijfde op de 1500 meter tijdens de wereldbeker 2019/2020 in Tomaszów Mazowiecki. Nadat hij zich in 2023/2024 niet internationaal kon meten met de wereldtop sloot hij zich in de zomer van 2024 aan bij Team IKO voor een trainingsstage op uitnodiging van zijn coach uit 2015, Erwin ten Hove.

## Persoonlijk
Langelaar heeft een Nederlandse grootvader uit Nijverdal.

## Persoonlijke records
| Afstand    | Tijd    | Datum            | Baan           |
| ---------- | ------- | ---------------- | -------------- |
| 500 meter  | 35,17   | 13 oktober 2021  | Calgary        |
| 1000 meter | 1.08,13 | 15 oktober 2021  | Calgary        |
| 1500 meter | 1.43,39 | 16 februari 2020 | Salt Lake City |
| 3000 meter | 3.49,86 | 22 december 2017 | Calgary        |
| 5000 meter | 6.28,79 | 30 november 2018 | Calgary        |

(laatst bijgewerkt: 15 oktober 2021)

## Resultaten
| Jaar | WK Allround            | WK Afstanden              | Olympische Spelen          | WK Junioren              |
| ---- | ---------------------- | ------------------------- | -------------------------- | ------------------------ |
| 2016 |                        |                           |                            | 13e (39e, 17e, 40e, 17e) |
| 2017 |                        |                           |                            | · (17e, , , 15)          |
| 2018 |                        |                           |                            | · (12e, 5e, 6e, 7e)      |
| 2019 |                        |                           |                            |                          |
| 2020 | NC13 · (, 21e, 11e, -) | 9e 1500m 4e achtervolging |                            |                          |
| 2021 |                        |                           |                            |                          |
| 2022 |                        |                           | 22e 1500m 5e achtervolging |                          |

(#, #, #, #) = afstandspositie op juniorentoernooi (500m, 1500m, 1000m, 5000m) of op allroundtoernooi (500m, 5000m, 1500m, 10000m).
NC13 = niet gekwalificeerd voor de laatste afstand, maar wel als 13e geklasseerd in de eindrangschikking